# 돈 맥가이르
돈 맥가이르(Don McGuire, 1919년 2월 28일 ~ 1999년 4월 13일)는 미국의 배우, 각본가, 영화 프로듀서, 영화 감독이다.
시카고에서 태어났으며 로스앤젤레스에서 사망하였다.

## 영화
- 투씨 (1982년)
- 델리케이트 딜리퀀트 (1957년)
- 아티스트 & 모델 (1955년)
- 배드 데이 블랙 록 (1955년)
- 워킹 마이 베이비 백 홈 (1953년)
- 미트 대니 윌슨 (1952년)
- 장갑차 강탈 (1950년)
- 마이 와일드 아이리시 로즈 (1947년)
- 포제스트 (1947년)
- 유머레스크 (1946년)
- 해병의 자부심 (1945년)